# Secreto compartido
En la criptografía, un secreto compartido es un dato, conocido solo por las partes involucradas, en una comunicación segura. El secreto compartido puede ser una contraseña, una frase de contraseña, un número grande o una matriz de bytes elegidos al azar.
El secreto compartido se comparte de antemano entre las partes que se comunican, en cuyo caso también se puede llamar clave precompartida, o se crea al comienzo de la sesión de comunicación mediante el uso de un Protocolo de establecimiento de claves, por ejemplo, mediante el uso público. criptografía clave como Diffie-Hellman o el uso de criptografía de clave simétrica como Kerberos.
El secreto compartido se puede usar para la autenticación (por ejemplo, al iniciar sesión en un sistema remoto) utilizando métodos como desafío-respuesta o puede alimentarse a una función de derivación de clave para producir una o más claves para usar para el cifrado y/o MACing de mensajes.
Para crear claves de sesión y de mensaje únicas, el secreto compartido generalmente se combina con un Vector de inicialización (IV). Un ejemplo de esto es la clave única derivada por método de transacción.
También se usa a menudo como una medida de autenticación en las API.